# 国鉄C10形コンテナ
国鉄C10形コンテナ（こくてつC10がたコンテナ）は、国鉄が製造した、11ftの有蓋コンテナである。

## 概要
1966年（昭和41年）から1969年（昭和44年）に15,126個製造された。
1977年（昭和52年）以降、C20形やC35形の登場により、1990年（平成2年）度に全廃された。倉庫代用などに転用されたものでも老朽化などにより見かける数は激減している。

## 構造
片側妻扉の一方開きで、外法寸法は高さ2,356mm、幅2,372mm、長さ3,301mm、自重1.0t。内容積は14.3m3。最大積載量は5tである。外観は黄緑6号に塗装されていた。

## 関連記事
- JR貨物のコンテナ形式